# Antoni Vidal
Antoni Vidal en spansk amatörastronom.
Minor Planet Center listar honom som A. Vidal och som upptäckare av asteroiden 13260 Sabadell tillsammans med landsmannen Ferrán Casarramona.